# Corpus Hippocraticum

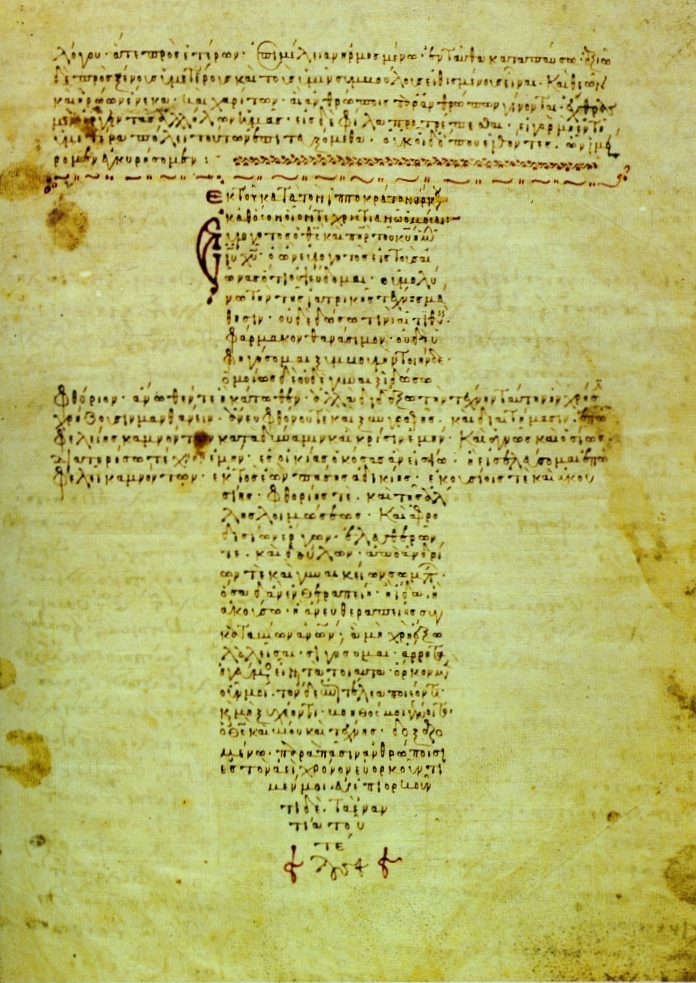
Bysantinsk handskrift från 1100-talet med den hippokratiska eden i form av ett kors

Corpus Hippocraticum är en skriftsamling med de cirka 70 skrifter, som av hävd tillskrivs den grekiske läkaren Hippokrates.
I texterna beskrivs diagnos och prognos, klimatlära och dietik, kirurgi och epidemiologi, barn- och kvinnosjukdomar och anatomi. I texterna finns även den Hippokratiska eden. Texterna speglar den ödmjuka attityd Hippokrates hade till patienter och kunskap.